# Mary Lamb
Mary Ann Lamb (3 décembre 1764 - 20 mai 1847) est une écrivaine anglaise. Elle est surtout connue pour la collaboration avec son frère Charles sur la collection Tales de Shakespeare. Souffrant de troubles psychiques, en 1796 elle assassine sa mère à coups de couteau lors d'une crise dépressive. Elle est confinée dans des établissements psychiatriques durant de longues périodes. Avec son frère, elle préside un cercle littéraire à Londres comprenant, entre autres, les poètes William Wordsworth et Samuel Taylor Coleridge.

## Jeunesse
Mary Lamb est née le 3 décembre 1764, la troisième de sept enfants de John et Elizabeth Lamb. Ses parents travaillent pour Samuel Salt, un avocat de Londres, et la famille chez lui, un étage au-dessus au 2 Crown Office Row, dans Inner Temple. Seuls deux des frères et sœurs de Mary accèdent à l'âge adulte : son frère aîné, John Jr. et son frère cadet, Charles. Mary découvre la littérature et les écrivains grâce aux récits de son père sur l'époque où il a aperçu Samuel Johnson et ses visiteurs. Mary raconte avoir croisé l'écrivain Oliver Goldsmith dans la rue alors qu'elle avait cinq ans et assisté à une pièce de théâtre où jouait David Garrick. Son père l'aurait emmenée avec lui lors de ses visites à la librairie Pope's Head, située à proximité.  
Samuel Salt décède en 1792 et la famille Lambs doit quitter le logement peu de temps après (voir hébergement lié ). John Lamb continue d'occuper son ancien poste au Great Hall de l'Inner Temple, où il sert Salt, mais son salaire ne suffit pas pour maintenir le logement fourni gratuitement par Salt. Samuel Salt laisse 600 livres à la famille, ainsi que de petites rentes. Ils déménagent dans une maison de Little Queen Street, près de High Holborn. À peu près au même moment, John Lamb est victime d'un accident vasculaire cérébral, perdant l'essentiel de l'utilisation de sa main gauche. John a la chance de continuer à recevoir son salaire pendant qu'un autre homme le remplace dans l'exercice de ses fonctions. Cet arrangement a duré jusqu'à la mort de John en 1799. 
Au début des années 1790, Elizabeth Lamb commence à ressentir des douleurs insupportables, peut-être liées à l'arthrite, qui finissent par la paralyser. Mary, sa seule compagne durant la journée est responsable des soins de sa mère. En 1796, Elizabeth dépend entièrement de Mary. La sœur de John, Sarah Lamb, vit également avec la famille et partage ses soins entre Charles et Mary. En 1795, Charles tombe en dépression passe de l'année ainsi que le début de l'année 1796 dans un établissement psychiatrique privé.  Pendant ce temps, Mary travaille comme couturière, avec une jeune apprentie.  Les responsabilités et les attentes placées sur Mary commencent à peser lourd sur ses épaules fin 1796. Son père devenu sénile, sa mère a constamment besoin d'attention et son frère John, après son accident, est revenu vivre avec sa famille afin de bénéficier, lui aussi, des soins de la jeune femme. Mary aurait également eu des difficultés à former sa jeune apprentie. La situation commence à affecter sa stabilité mentale. 

## Maturité

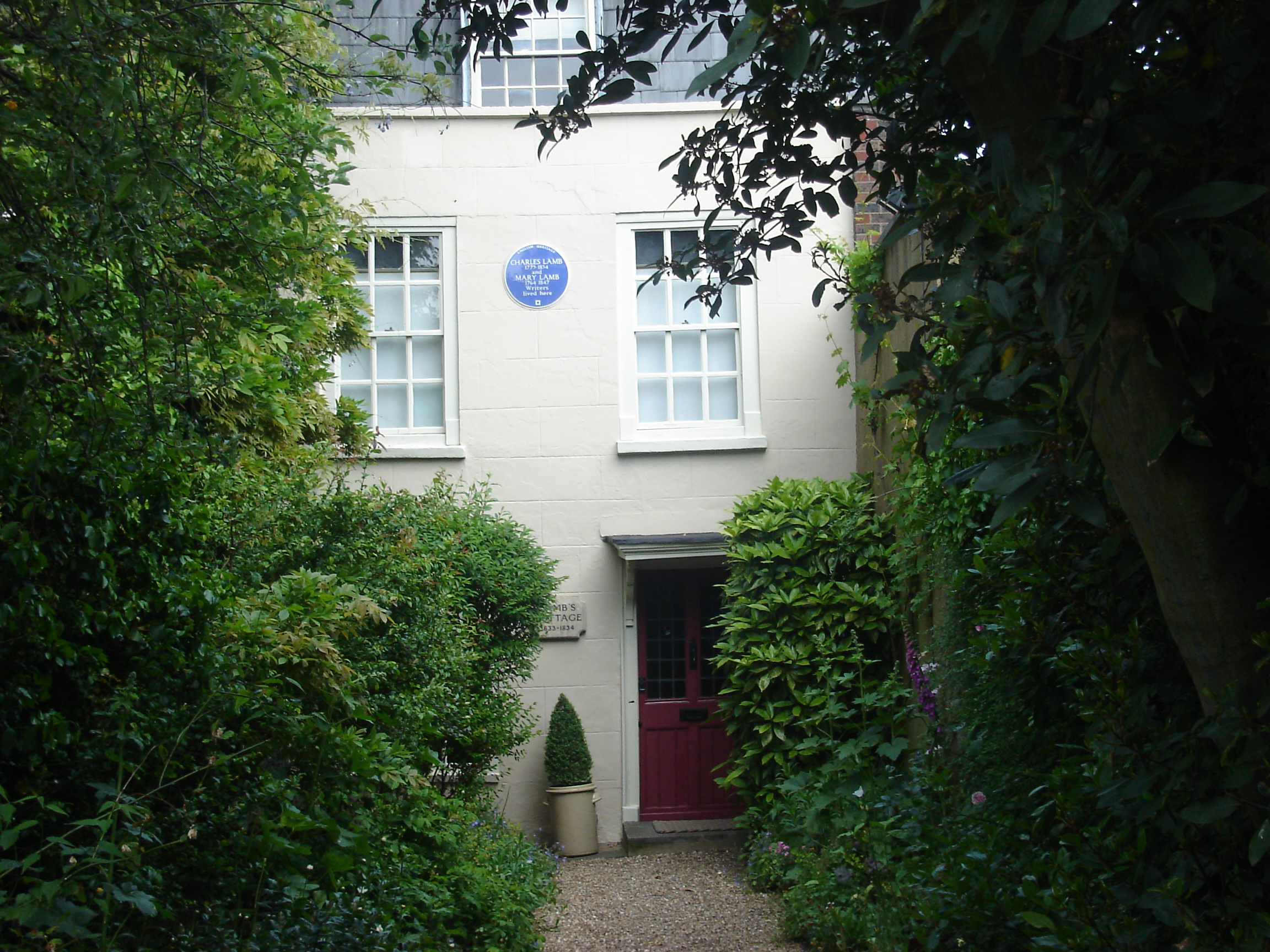
La maison des Lambs à Edmonton

En décembre 1814, Mary écrit un article intitulé "De la Couture" ("On Needle-work"), publié l'année suivante dans le New British Lady's Magazine sous le pseudonyme de Sempronia. L'article affirme que la couture doit être une profession reconnue pour assurer l'indépendance des femmes, car elle est leur seule compétence et unique moyen de gagner leur vie alors qu'à l'époque, les travaux d'aiguilles ne sont considérés que comme une tâche ménagère. Mary tombe à nouveau en dépression peu après la publication de l'article.  En 1820, Charles commence à écrire les Essays of Elia , dans lesquels il la décrit sous le nom de Bridget Elia.  À cette époque, les rencontres littéraires que Mary et lui organisent ont pris de l'importance  grâce à l'arrivée de nouveaux membres, dont Thomas Noon Talfourd et Bryan Procter . 

## Héritage

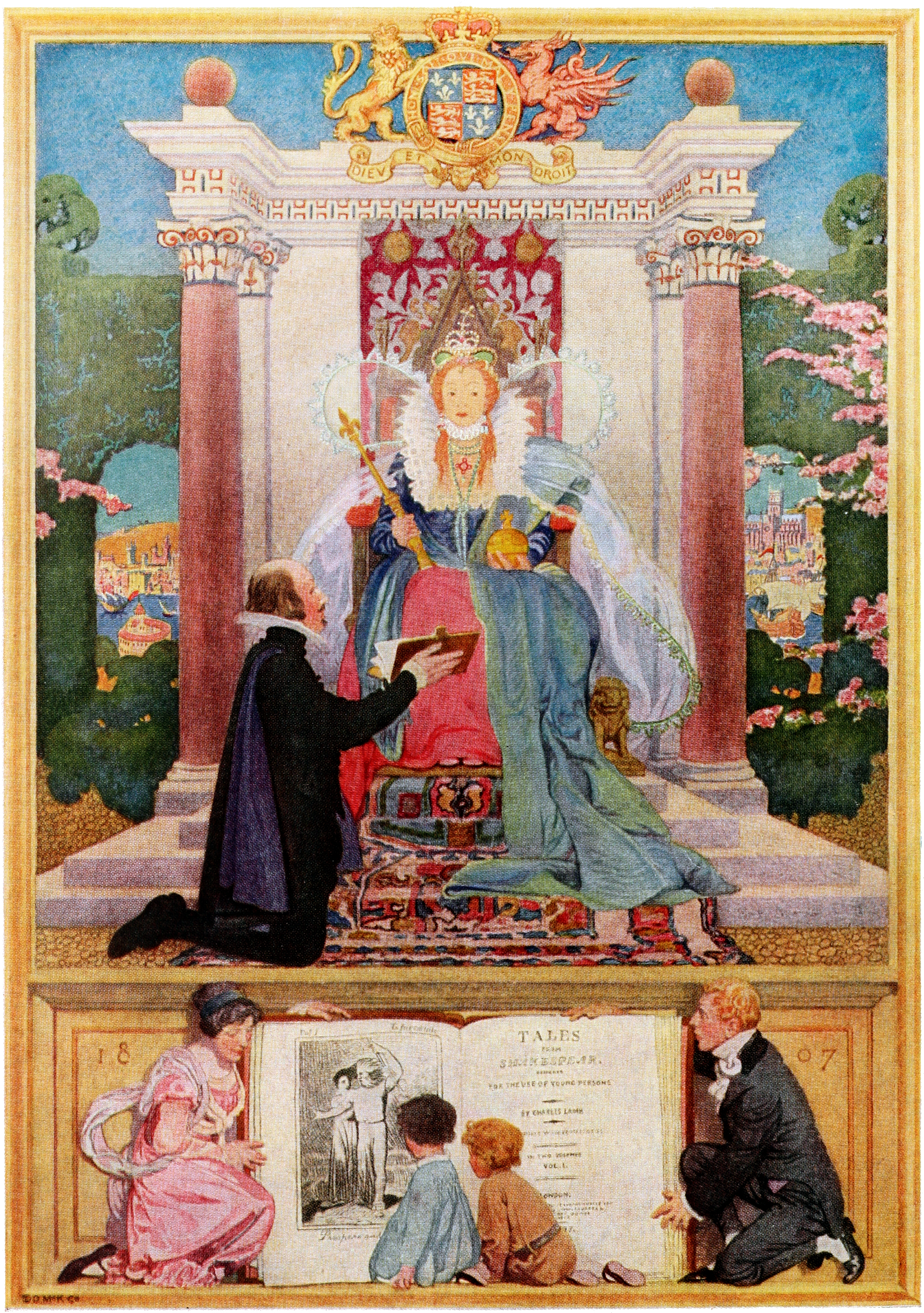
Illustration du frontispice de 1922 pour Tales from Shakespeare

À sa mort, peu de gens en dehors des siens et du cercle d'amis de son frère étaient au courant de ses problèmes mentaux ou des circonstances dans lesquelles sa mère était décédée.  Leur ami Talfourd publie peu après des mémoires sur la famille Lambs, détaillant soigneusement et respectueusement l'état mental de Mary, tout en la louant en tant qu'amie et écrivaine. L’une des intentions de Talfourd était de renforcer la réputation de Charles en montrant tout ce qu’il avait fait pour sa sœur bien-aimée. Il affirme que Marie était "remarquable pour la douceur de son caractère, la clarté de sa compréhension et la douce sagesse de tous ses actes et de ses paroles", et que "pour un ami, quelle que soit sa difficulté, elle était la plus abile des conseillères, sa sagesse des plus consolatrices. " Hazlitt l'appelait la seule femme tout à fait raisonnable qu'il ait jamais rencontrée. Elle était tout particulièrement appréciée et respectée par les amis littéraires de Charles.  Néanmoins, les journaux de l'époque, tels que le British Quarterly Review , ne parlaient pas d'elle avec la même gentillesse et le même respect. 